# Escuela de Liderazgo para Jovencitas Irma Rangel
La Escuela de Liderazgo para Jovencitas Irma Lerma Rangel (Irma Lerma Rangel Young Women's Leadership School) es una escuela secundaria-preparatoria (middle and high school) pública solamente para niñas en Dallas, Texas. Como parte del Distrito Escolar Independiente de Dallas (DISD por sus siglas en inglés), la escuela es la primera escuela diferenciada de DISD, y la primera escuela pública solamente para niñas en el Estado de Texas. Rangel es la escuela "hermana" de la Academia de Liderazgo para Jóvenes Barack Obama, una secundaria-preparatoria solamente para niños.
La escuela está en la proximidad a Fair Park.

## Historia
Rangel se abrió en 2004. El fundador de Palm Harbor Homes y un filántropo, Lee Posey, visitaron The Young Women's Leadership School of East Harlem, una escuela pública para niñas en la Ciudad de Nueva York, con su esposa. Posey decidió crear una nueva escuela pública para niñas en Dallas.
Anteriormente tenía su campus en el barrio Oak Lawn.